# 어맨다 애빙턴
어맨다 애빙턴(Amanda Abbington, 1974년 2월 28일 ~ )은 잉글랜드의 배우이다.

## 출연 작품

### 드라마
- 셜록 - 메리 모스턴 역